# Cacia flavovariegata
Cacia flavovariegata är en skalbaggsart som beskrevs av Stefan von Breuning 1974. Cacia flavovariegata ingår i släktet Cacia och familjen långhorningar. Inga underarter finns listade.